# Take a Giant Step
Take a Giant Step est un film américain réalisé par Philip Leacock, sorti en 1959.

## Synopsis
Un adolescent noir ayant toujours vécu dans un environnement dont la population est majoritairement blanche, connait des difficultés à mesure qu'il prend conscience du racisme ambiant.

## Fiche technique
- Titre : Take a Giant Step
- Réalisation : Philip Leacock
- Scénario : Julius J. Epstein et Louis S. Peterson
- Production : Julius J. Epstein et Burt Lancaster
- Société de production : Hecht-Hill-Lancaster
- Musique : Jack Marshall
- Photographie : Arthur E. Arling
- Montage : Frank Gross
- Pays d'origine : États-Unis
- Format : Noir et blanc - 1,66:1 - Mono
- Genre : Drame
- Durée : 100 minutes
- Date de sortie : 1959

## Distribution
- Johnny Nash : Spencer 'Spence' Scott
- Estelle Hemsley : Grandma 'Gram' Martin
- Ruby Dee : Christine
- Frederick O'Neal : Lem 'Daddy' Scott
- Ellen Holly : Carol
- Paulene Myers : Violet